# Leonardo Rojas (director)
Leonardo Alberto Rojas Mujica es un director de televisión chileno.

## Carrera
Realizó sus estudios primarios y secundarios en el Liceo Experimental Manuel de Salas en Ñuñoa, y posteriormente cursó Dirección y Producción de Televisión en el Instituto Profesional de Ciencias y Artes (INCA-CEA), en Santiago, de donde egresó en 1983. Inició su carrera profesional en 1988 en Televisión Nacional de Chile (TVN). Entre 1992 y 2002 formó parte del Área Dramática del canal, formando parte del equipo de directores bajo el liderazgo de Vicente Sabatini. Reconocido por su estilo de dirección exigente y riguroso, Leonardo Rojas estuvo al mando de destacadas superproducciones que definieron la llamada Época dorada de las telenovelas de Sabatini. En 1998, por su desempeño y liderazgo, asumió la dirección general de Borrón y cuenta nueva, en reemplazo de Quena Rencoret. Su vínculo con TVN se extendió hasta el año 2009.

## Filmografía
| Año  | Título                  | Cargo            | Medio               |
| ---- | ----------------------- | ---------------- | ------------------- |
| 1992 | Trampas y caretas       | Director         | Televisión Nacional |
| 1993 | Jaque mate              | Director         | Televisión Nacional |
| 1994 | Rompe corazón           | Director         | Televisión Nacional |
| 1995 | Estúpido cupido         | Director         | Televisión Nacional |
| 1995 | Juegos de fuego         | Director general | Televisión Nacional |
| 1996 | Sucupira                | Director         | Televisión Nacional |
| 1997 | Oro verde               | Director         | Televisión Nacional |
| 1998 | Borrón y cuenta nueva   | Director general | Televisión Nacional |
| 2000 | Romané                  | Director         | Televisión Nacional |
| 2001 | Pampa Ilusión           | Director         | Televisión Nacional |
| 2002 | El circo de las Montini | Director         | Televisión Nacional |